# Jim McLean
Pour les articles homonymes, voir MacLean.
James Yuill McLean, couramment appelé Jim McLean, est un footballeur puis entraîneur écossais, né le 21 avril 1937, à Larkhall, South Lanarkshire et mort le 26 décembre 2020. Évoluant au poste d'attaquant, il porta successivement les couleurs d'Hamilton Academical, Clyde, Dundee et Kilmarnock mais est particulièrement connu pour ses 22 années comme entraîneur de Dundee United. Il fait partie du Scottish Football Hall of Fame, depuis 2005, lors de la deuxième session d'intronisation.

## Biographie

### Carrière en club
Natif de Larkhall, South Lanarkshire, dans une famille modeste, il grandit dans le village voisin d'Ashgill (en). Il apprit le métier de menuisier qu'il continuera à exercer à mi-temps, en parallèle de sa carrière de footballeur, comme il était assez fréquent dans les années 1950 ou 1960.
Il commença sa carrière en 1956 au Hamilton Academical où il restera 4 saisons et y jouera 129 matches de championnat pour 57 buts inscrits. Il signa ensuite en 1960 pour Clyde (5 saisons, 102 matches de championnat et 32 buts inscrits) avant de s'engager en 1965 pour Dundee (3 saisons, 90 matches de championnat et 28 buts inscrits). Son dernier club fut Kilmarnock où il s'engagea en 1968 pour 2 saisons, 56 matches de championnat et 7 buts inscrits.
Même s'il n'a pas eu la même carrière que son frère, Tommy McLean, qui fut sélectionné en équipe d'Écosse et en Scottish Football League XI, il compte un total tout à fait respectable de 377 matches de championnat et 124 buts inscrits.

### Carrière d'entraîneur
Après avoir officié dans l'encadrement technique de Dundee pendant 18 mois, les rivaux de Dundee United l'engagèrent en remplacement de Jerry Kerr (en) en décembre 1971, à l'âge de 34 ans. 
Dès son arrivée, il lança une double politique d'une part de développement de la formation de jeunes joueurs, ce qui permit au club de sortir un grand nombre de joueurs de talent pendant les deux décennies où il restera au club, et d'autre part, une politique de recrutement de joueurs d'expérience pour servir de cadres à son équipe.
Les premières années de McLean à Dundee United se soldèrent par des résultats moyens mais honnêtes, l'équipe finissant le championnat en milieu de tableau. Le premier vrai bon résultat, qui servit de déclic, fut l'accession à la finale de la Coupe d'Écosse en 1974 suivi, la saison suivante, par une 4e place en championnat et la qualification pour la Coupe UEFA 1975-76.
À partir de la saison 1978-79, la politique de formation de jeunes commença à porter véritablement ses fruits, fournissant à l'équipe première des joueurs de grand talent, arrivés à maturité. Cela se concrétisa par des victoires en Coupe de la Ligue écossaise deux années de suite, en 1980 et 1981 (avec, pour cette dernière, une victoire en finale contre les grands rivaux de Dundee) ainsi que par des victoires de prestige en Coupe de l'UEFA contre notamment l'AS Monaco, le Borussia Mönchengladbach, le PSV Eindhoven, Anderlecht ou encore le Werder Brême.
Malgré ces succès, peu de gens imaginaient que Dundee United et McLean pouvaient aller encore plus haut et concurrencer les deux équipes de l'Old Firm ainsi que la nouvelle force émergente du football écossais que constituait l'Aberdeen d'Alex Ferguson. Toutefois, Dundee United franchit encore un palier en remportant le titre de champion lors de la saison 1982-83, tout en produisant un football offensif et spectaculaire (meilleure attaque du championnat avec 2,5 buts par match). Il s'agissait du premier titre de champion pour Dundee United et le seul à ce jour (2014).
À ce moment, les Rangers offrirent le poste d'entraîneur de leur équipe à McLean. Celui-ci était très intéressé par le challenge, mais refusa car il trouvait ridicule la politique du club de ne pas faire signer de joueur catholique (et même si le président des Rangers lui aurait assuré que cette politique aurait pu changer s'il acceptait de s'engager). Il préféra rester aux manettes de Dundee United, sa famille étant très heureuse à Broughty Ferry (en) dans la banlieue de Dundee. Il refusa de la même façon une offre du club anglais de Newcastle United en juin 1984.
Dundee United put jouer pour la première fois la Coupe d'Europe des clubs champions en 1983-84 et y brilla, atteignant les demi-finales après avoir éliminé successivement les Maltais d'Ħamrun Spartans, les Belges du Standard de Liège et les Autrichiens du Rapid Vienne. Ils s'inclinèrent en demi-finale face aux italiens de l'AS Roma, 2-3 en score cumulé, après avoir remporté le match aller 2-0 au Tannadice Park, s'inclinant 3-0 au retour au Stade olympique de Rome.
Dundee United brilla une fois supplémentaire en Europe, cette fois-ci en Coupe UEFA, atteignant la finale de l'édition 1986-87, après avoir éliminé les Français du RC Lens, les Roumains de l'Universitatea Craiova, les Yougoslaves de l'Hajduk Split, les Espagnols du FC Barcelone et les Allemands du Borussia Mönchengladbach. En finale, ils s'inclinèrent 2-1 face aux Suédois de l'IFK Göteborg.
Jusqu'à sa retraite, McLean réussit à maintenir son équipe au top du football écossais, ne finissant qu'une seule fois le championnat moins bien classé que 4e et se hissant en finale de 5 Coupes d'Écosse même s'il ne réussit pas à la remporter. Il entraîna l'équipe pendant 1 112 matches s'adjugeant 535 victoires pour 270 matches nuls et 307 défaites (soit 48,1 % de victoires et 72,4 % de matches invaincus).
McLean est aussi entré en négociation pour prendre la place de sélectionneur de l'équipe d'Écosse, vacant après la Coupe du monde 1986, mais c'est finalement Andy Roxburgh qui hérita du poste.
McLean commença à prendre des responsabilités autres que sportives à Dundee United, devenant l'un dirigeant à partir de 1984, puis directeur général et président du conseil d'administration, tout en continuant à officier en tant qu'entraîneur. Lorsqu'il décida de quitter son poste d'entraîneur en juillet 1993, après 21 ans et 7 mois aux commandes de l'équipe, il resta président du conseil d'administration jusqu'en octobre 2000.
Il quitta ce poste après avoir frappé un journaliste de BBC Scotland, John Barnes, qui le questionnait de manière insistante pour savoir s'il allait renvoyer l'entraîneur d'alors Alex Smith (en). Malgré des excuses publiques, il dut se mettre en retrait du club. Il conserva toutefois ses parts dans le capital du club (il était l'actionnaire majoritaire, en détenant 42 %). Il revient brièvement en janvier 2002 à un poste de direction, juste pour un mois, mais se décida à vendre ses parts du club en octobre 2002 à l'homme d'affaires Eddie Thompson (en).
Depuis son retrait de Dundee United, son activité publique a consisté à écrire une auto-biographie (Jousting With Giants: The Jim McLean Story écrite avec Ken Gallagher) et à publier une rubrique hebdomadaire dans le Daily Record.

## Palmarès

### Comme joueur
- Clyde :
  - Champion de D2 écossaise en 1961-62
  - Co-vainqueur de la Coupe anglo-franco-écossaise en 1960-61
  - Vainqueur de la Glasgow Merchants Charity Cup en 1961

- Dundee :
  - Finaliste de la Coupe de la Ligue écossaise en 1968
  - Vainqueur de la Forfarshire Cup (en) en 1966 et 1967

### Comme entraîneur
- Dundee United :
  - Finaliste de la Coupe UEFA en 1986-87
  - Champion d'Écosse en 1982-83
  - Vainqueur de la Coupe de la Ligue écossaise en 1980 et 1981
  - Finaliste de la Coupe d'Écosse en 1974, 1981, 1985, 1987, 1988 et 1991
  - Finaliste de la Coupe de la Ligue écossaise en 1982 et 1985
  - Vainqueur de la Forfarshire Cup (en) en 1972, 1975, 1976, 1977, 1980, 1985, 1987 et 1988
  - Vainqueur du trophée d'entraîneur de l'année en Écosse (en) en 1987